# Lentalius
Lentalius is een kevergeslacht uit de familie van de boktorren (Cerambycidae). De wetenschappelijke naam van het geslacht werd voor het eerst geldig gepubliceerd in 1904 door Fairmaire.

## Soorten
Lentalius is monotypisch en omvat slechts de volgende soort:
- Lentalius dorsopictus (Fairmaire, 1902)